# 24個比利
《24個比利》（英語：The Minds of Billy Milligan），是擁有心理學背景的作家丹尼爾·凱斯於1981年出版的一本描述分离性身份识别障碍患者比利·密里根（Billy Milligan）的真人真事的傳記式小說。
本書敘述比利於1977年因犯下連續強暴和搶劫案而遭美國俄亥俄州警方逮捕。但他卻對自己犯下的罪行毫無記憶。後來他經過徹底的精神檢查，發現他患有多重人格。包含原本的比利，共有24個人格在他體內。最後他在4位精神科醫師和1位心理學家共同宣示證明下，獲判無罪。
此書使得多重人格症這種罕見的心理疾病為眾人注目。另外還有續集《比利戰爭》，接續比利轉往利瑪醫院後的故事，同樣由丹尼爾·凱斯所著，於1994年出版。
2021年，線上影音串流平台Netflix發布紀錄片24個比利（Monsters Inside: The 24 Faces of Billy Milligan），揭露當年的事件以及近年比利不為人知的生活，也探討比利是否真有多重人格。

## 24個人格

### 不惹人厌人格
這九人格是最快被醫師發現的人格。除了原人格（比利）之外，有兩個主要的人格亞瑟和雷根，由他們判定下列其餘的七個人格為「不惹人厭人格」，他們之間可以自由分享意識。
| 人格名                                               | 性格 |
| ---------------------------------------------------- | --- |
| 威廉·密里根（比利） William Stanley Milligan "Billy" | 27歲。身高六英呎，體重190磅，藍眼睛、棕色頭髮。 最初的核心人格，後來被稱為「分裂的比利」或「比利U」。高中時被退學。 十六歲時曾經自殺過，從那時候便開始沉睡而由其他人格對外互動。 |
| 亞瑟 Authur                                          | 24歲。英國人，戴眼鏡。 理性、聰明、冷靜、態度高傲、有紳士風度，說話時有英國腔調。 他自修物理、化學，讀過醫學方面的書籍，對血液學十分著迷，阿拉伯文說寫流利。 雖然他頑固保守並自認為是資本主義者，但公開承認自己是無神論者。 他是第一位發現有其他人格存在的人，在安全的環境中由他負責管理，決定誰可以從「家庭」中站出來講話。 |
| 雷根·瓦達斯哥維尼契 Ragen Vadascovinich              | 22歲。南斯拉夫人，體重210磅，虎背熊腰，黑髮，八字鬍、色盲。 充滿憎恨的人格，脾氣暴躁。 他的名字"Ragen"（雷根）的由來是"Rage again"（再度的動怒）。 英語帶有斯拉夫口音，以塞爾維亞．克羅地亞語說、寫、讀。 武器及軍事權威，同時也是空手道專家。他有強大的體力，能有效控制腎上腺素。 他是一位共產黨員及無神論者。他的責任是保護家庭的每一位成員，以及婦孺。 在危險的環境中由他負責管理。他曾犯罪並且吸毒，有暴力傾向。 色盲，只畫黑白圖畫。 |
| 艾倫 Allen                                           | 18歲。身高與威廉．密里根一樣，體重比較輕（165磅）。頭髮是右分的。 操縱者。友善，通常都是由他負責與外面的世界打交道，是個不可知論者，人生態度是：「只要活著一天就盡情享受。」 他打小鼓、畫人像，唯一右撇子、抽煙的人格。 |
| 湯米 Tommy                                           | 16歲。擁有一頭亂糟糟的金髮與琥珀色的眼睛。 藝術家和電子專家。好戰、脾氣有點暴躁、有反社會傾向，和艾倫的人格接近。 他吹奏薩克斯風，擅長畫山水。 擅長逃脫術，因此手銬、緊身衣都無法將他困住。 |
| 丹尼 Danny                                           | 14歲。齊肩的棕髮，藍眼珠，身材瘦小。 容易受到驚嚇的一位。他怕陌生人，尤其是男人。 曾被繼父米查強暴、被迫挖自己的墳墓和活埋，因此他只畫不動的東西。 |
| 大衛 David                                           | 8歲。深紅棕色頭髮，藍色眼睛，身體矮小。 充滿痛苦的人格，也是感情移入者。他承受其他人格的痛苦，具有高度的敏感及理解力，但無法長期全神貫注，大多時間都很迷糊。 |
| 克麗絲汀 Christine                                   | 3歲。金髮及肩、藍眼珠。 第一個被創造出來的人格，能夠了解其他人格心中的想法。第一個聽到其他人格的聲音。 她是雷根崇拜的對象。 由於時常被老師叫到角落上罰站，因此被稱為「角落的孩子」。 她是聰明的英國小女孩，能讀、能寫，卻有失讀症。 她喜愛畫花及蝴蝶。 |
| 克里斯托夫 Christopher                               | 13歲。有一頭類似克麗斯汀的褐色金髮，刘海較短。 克麗斯汀的哥哥。說話有英國腔調，溫順但內心不安。 會吹口琴。 |

※ 上述文件資料摘錄自小知堂文化出版的《24個比利》一書。

### 惹人厭的人格（討厭鬼）
下列十四个人格在違反了亞瑟和雷根制定的規則後被他們判為「惹人厭的人格」或「討厭鬼」。這些人格被亞瑟和雷根抑制，不能走在「聚光燈」下（即是不能分享意識）。他們首次在雅典心理健康中心被大衛.考爾（David Caul）醫師發現。
| 人格名              | 性格 |
| ------------------- | --- |
| 菲利浦 Philip       | 20歲。棕色捲髮、褐眼、鷹勾鼻。 粗暴者與騙子。紐約客，有濃厚的布魯克林口音，言語粗俗。 以「菲爾」之名讓警方及媒體知道比利體內不只有十種人格。大過不犯、小錯不斷。                                                                 |
| 凱文 Kelvin         | 20歲。金髮、綠眼。 企劃高手。他曾計劃「葛雷西藥房」搶案。他喜歡寫作。在「比利戰爭」一書中，因在利馬醫院中為受虐病患挺身而出，便從《惹人厭的人格》的名單移除。                                                                    |
| 華特 Walter         | 22歲。澳洲人，留八字鬍。 自認為是狩獵專家。 擁有優越的方向感，常被委以確認位置方位。 壓抑情感，性情古怪。 |
| 愛波 April          | 19歲。波士頓口音。 女流氓。她不斷計劃如何報復比利的繼父。 其他人格認為她是個瘋女人。會縫紉、幫忙做家事。 |
| 山繆 Samuel         | 18歲。流浪的猶太人。黑捲髮、山羊鬍、褐眼。 他是個虔誠的猶太教徒，唯一相信神的人格。 雕刻家，尤其擅長木雕。因為亂賣其他人的畫作，而被歸類為討厭鬼。                                                                               |
| 馬克 Mark           | 16歲 工作狂。無自主性，若無其他人格的命令，他什麼也不做。 負責做單調勞動，無事可做時便凝望牆壁。有時稱他是「殭屍」。 |
| 史蒂夫 Steve        | 21歲。 經常騙人。喜歡藉著模仿嘲笑別人。 極端的自我，在眾多人格中唯一不接受多重人格的診斷結果。 由於經常嘲諷地模仿別人而惹來眾怒，造成其他人格的困擾。                                                                            |
| 李 Lee              | 20歲。深棕色髮、栗眼。 喜劇演員。喜歡藉著模仿捉弄別人。小丑、富機智。 由於他的捉弄令其他人格爭吵，而被獄方關入禁閉室。 對人生與自己行為造成的結果毫不在乎。                                                                      |
| 傑森 Jason          | 13歲。棕髮、棕眼。 壓力閥。由於歇斯底里的反應和暴躁的脾氣而常招致懲罰，但是卻有解除壓力的效果。 由於獨自一人承擔不快的記憶，因此可讓其他人格忘掉一切不愉快，而導致自己喪失記憶。                                                 |
| 羅伯特(巴比) Robert | 17歲。 夢想家。不斷幻想旅行及冒險。 雖然夢想自己要讓世界變得更美好，但是欠缺野心與對知識的關心。 |
| 基諾 Kino           | 4歲。 天生的聾子。注意力渙散、反應遲鈍。 發出像蜜蜂般滋滋的聲音而感覺到腦部的震動。 |
| 馬丁 Martin         | 19歲。金髮、灰眼，是個愛擺架子的紐約客。 勢利鬼和騙子，喜好炫耀、裝模作樣。 凡事皆妄想不勞而獲。 |
| 提摩西 Timothy      | 15歲 在花店工作，結果遇上一位同性戀的老闆，自此因為害怕而較隱藏自己的感情，退縮到自己的世界裡。 |
| 雅德蘭娜 Adalana    | 19歲。一頭烏黑的直髮，茶色眼睛時常會左右飄動，因此有人說她有一對「舞眼」。 女同性戀者，害羞、孤獨、內向。會寫詩、烹調，並為其他人做家事。 渴望得到愛，因此偷走時間而犯下很多強暴案，後來因為強暴案而被亞瑟判為《惹人厭的人格》。 |

※ 上述文件資料摘錄自小知堂文化出版的《24個比利》一書。

### 老師
老師（The Teacher），27歲
二十三個自我人格的融合體。
他教導其他人格所有的知識。聰明、敏感、具高度幽默。
他說：「我是融合完整的比利。」他稱其他人格為「我製造的傀儡」。
老師對往事擁有幾乎完整的記憶。
「24個比利」一書是在老師的協助下完成
（註：老師不是「惹人厭的人格」）

## 获奖及提名记录
- 1982年，提名埃德加奖最佳事实犯罪[3]
- 1986年，获得库尔德·拉斯维茨奖（英语：Kurd Laßwitz Award）外语作家最佳书籍奖[4]
- 1993年，获得星云奖年度最佳非虚构小说奖[5]

## 外部連結
- 24個比利 中文版 （小知堂文化出版）